# Gare de Columbus
La gare de Columbus est une gare ferroviaire des États-Unis située à Columbus dans l'État du Wisconsin.

## Histoire
La gare a été mise en service en 1906 par le Chicago, Milwaukee, St. Paul and Pacific Railroad.

## Service des voyageurs

### Desserte
- Ligne d'Amtrak[1]:
  - L'Empire Builder: Seattle/Portland - Chicago